# Sacra exercitia
Der Begriff Sacra exercitia („heilige Übungen“) bezeichnet in der römisch-katholischen Kirche gottesdienstliche Feiern, die von den Teilkirchen, also den einzelnen Diözesen oder Bistümern, erstellt und durchgeführt werden. Diese Feiern unterscheiden sich von der universalkirchlich geregelten Liturgie und den volkstümlichen Andachtsübungen (pia exercitia).
Der Liturgiewissenschaftler Winfried Haunerland weist auf die Notwendigkeit hin, zwischen verschiedenen Formen des gottesdienstlichen Handelns zu unterscheiden. Er betont, dass nicht jede religiöse Feier automatisch als Liturgie im strengen Sinne zu verstehen ist. Die klare Differenzierung zwischen universalkirchlicher Liturgie, den sacra exercitia der Teilkirchen und den pia exercitia des Volkes ist wichtig, um der jeweiligen Feierform gerecht zu werden und ihre spezifische Bedeutung im kirchlichen Leben zu erkennen. Durch diese Unterscheidungen wird die Vielfalt des gottesdienstlichen Lebens in der Kirche sichtbar, wobei jede Form ihren eigenen Wert und ihre eigene Funktion im Glaubensleben der Gläubigen hat.

Maßgebend für die Unterscheidung zwischen Liturgie und anderen gottesdienstlichen Formen ist die Konstitution über die heilige Liturgie des Zweiten Vatikanischen Konzils Sacrosanctum Concilium. Zu den Sacra exercitia heißt es dort: 

„Besonderer Würde erfreuen sich die heiligen Übungen der Teilkirchen, die gemäß den Gewohnheiten oder rechtlich anerkannten Büchern auf Anordnung der Bischöfe gefeiert werden.“

Zu den ortskirchlich entstandenen und geprägten Feiern gehört neben der nachkonziliaren Wort-Gottes-Feier beispielsweise auch die Tradition der Fronleichnamsprozession.

## Abgrenzung zur Liturgie und zu Pia Exercitia
Die Liturgie umfasst die offiziellen, von der Gesamtkirche festgelegten Gottesdienste, insbesondere die Feier der Eucharistie (Heilige Messe), die Sakramentenspendungen und das Stundengebet. Sie ist das zentrale Element des kirchlichen Lebens und Ausdruck des gemeinsamen Glaubens.
Die Sacra exercitia hingegen sind gottesdienstliche Feiern, die auf Ebene der Teilkirchen gestaltet werden. Ein Beispiel hierfür ist die Wort-Gottes-Feier, die insbesondere dort zum Einsatz kommt, wo keine Eucharistiefeier möglich ist. Diese Feiern sind liturgischen Charakters, jedoch nicht universalkirchlich geregelt.
Die Pia exercitia oder frommen Übungen beziehen sich auf Andachtsübungen des christlichen Volkes, wie etwa den Rosenkranz, Kreuzwegandachten oder Maiandachten (vgl. Volksfrömmigkeit). Diese Formen der Frömmigkeit sind nicht Teil der offiziellen Liturgie, werden jedoch von der Kirche empfohlen, da sie zur Vertiefung des Glaubens beitragen.